# L'enfer et moi
L'enfer et moi è un brano musicale della cantante francese Amandine Bourgeois.

## Il brano
La canzone è stata scritta da Boris Bergman e David Salkin.
Con questo brano, la cantante ha partecipato in rappresentanza della Francia all'Eurovision Song Contest 2013 tenutosi a Malmö, dove tuttavia non ha avuto molta fortuna essendosi classificata al ventitreesimo posto.

## Tracce
Download digitale
1. L'enfer et moi – 2:58